# Kalvholm (vid Äpplö, Houtskär)
Kalvholm är en ö i Finland. Den ligger i Skärgårdshavet vid Äpplö i Houtskär i kommunen Pargas i landskapet Egentliga Finland, i den sydvästra delen av landet. Ön ligger omkring 62 kilometer väster om Åbo och omkring 210 kilometer väster om Helsingfors.
Öns area är 8,7 hektar och dess största längd är 0,5 kilometer i nord-sydlig riktning. Ön höjer sig omkring 20 meter över havsytan.